# 八反田川 (福島県)
八反田川（はったんだがわ）は、福島県福島市を流れる河川であり、一級水系阿武隈川水系の一次支流である。

## 地理
福島市北西部に位置する大笹生の奥羽山脈黒森山付近を水源とし、福島市街地北部を東に横断する。その後鎌田にて阿武隈川に注ぐ。主に灌漑用水に利用されており、上流部には農業用ダムである大笹生ダムが設置されている。

## 流域の自治体
福島県
- 福島市

## 主な支流
- 北八反田川
- 耳取川

## 河川施設
- 大笹生ダム

## 主な橋梁
下流より記載
- 馬橋 - 一般市道50495号西舟戸北黒須線
- 八反田中橋 - 一般市道50498号東舟戸向舟戸線
- 八反田川橋 - 国道4号
- 橋本橋 - 福島市道50500号松川畑穴田線（旧国道4号）
- 半在家橋 - 福島市道50509号町卸町線
- 新栄橋 - 二級市道105号松川畑段ノ腰線
- 八反田川橋梁 - 阿武隈急行
- 八反田川橋梁 - JR東北新幹線
- 八反田川橋梁 - JR東北本線
- 新八反田橋 - 一般市道50381号舘前畑線
- 下八幡橋 - 一般市道50863号田中中家線
- 上八幡橋 - 福島県道387号飯坂保原線（北幹線）
- 沖中橋 - 一般市道50384号檀ノ腰北貴船線
- 五月乙女橋 - 一級市道4号湯野平野線
- 八反田川橋 - 国道13号
- 天車橋 - 一級市道20号泉前原線
- 細谷橋 - 一級市道50139号畑中堂ノ前線
- 八反田川橋梁 - 福島交通飯坂線
- 橋本橋 - 福島県道3号福島飯坂線
- 八反田川橋 - 東北自動車道
- 茶畑橋 - 一般市道50132号明神脇下向原線
- 三丁目橋 - 一般市道50063号三丁目大出水線
- 堰下橋 - 一級市道14号北沢又鎌田線
- 南八反田橋 - 一級市道15号笹谷中野線
- 東金屋橋 - 一般市道50059号笹谷4号線
- 金谷橋 - 一般市道50057号笹谷3号線
- 台橋 - 一般市道50043号台五反田線
- 新八反田川橋 - 東北中央自動車道
- 細柳橋 - 福島県道312号折戸笹谷線
- 水口橋 - 一級市道17号鳥川大笹生線
- 横西橋 - 一般市道50024号笹谷16号線
- 桜畑橋 - 一般市道50022号朱田川南線
- 上八反田橋 - 福島県道5号上名倉飯坂伊達線（フルーツライン）
- 中川橋 - 一般市道40697号竹ノ内前中川線
- 折戸橋 - 福島県道312号折戸笹谷線

## 周辺
- 福島卸商団地
- 福島市公設地方卸売市場
- JR貨物東福島駅
- 矢野目信号場